# Кос-Истек
Кос-Истек (каз. Қосестек, до 1997 г. — Ленинское) — село в Каргалинском районе Актюбинской области Казахстана. Административный центр Косистекского сельского округа. Код КАТО — 154055100.

## История
18 марта 1967 года административный центр Ленинского района из села Кос-Истек перенесён в поселок Батамшинский на основании Указа Президиума Верховного Совета Казахской ССР.

## Население
| Численность населения | Численность населения | Численность населения | Численность населения |
| 1939                  | 1959                  | 1999                  | 2009                  |
| --------------------- | --------------------- | --------------------- | --------------------- |
| 1915                  | ↗3331                 | ↘1806                 | ↘1541                 |

В 1999 году население села составляло 1806 человек (889 мужчин и 917 женщин). По данным переписи 2009 года, в селе проживал 1541 человек (745 мужчин и 796 женщин).

## Известные уроженцы, жители
Валентина Трофимовна Гузеева (14(27) ноября 1911 — 14 марта 1992) — советский краевед, историк-архивист.